# Плавные согласные
Плавные согласные (лат. liquidae [подразумевается voces]) — сонорные звуки типа [l] или [r] в функции наиболее звучной части слога. 
В античных грамматиках термин относился к согласным l, m, n, r. Греческий учёный Дионисий Фракийский называл согласный такого типа словом ὑγρός (текучий, плавный; букв. жидкий), которое было калькировано латинскими грамматиками в первых столетиях нашей эры и затем широко использовалось на всём протяжении Средневековья. По правилу muta cum liquida слогораздел между так называемыми «немыми» согласными (для звуков [b], [p], [d], [t], [g], [k]) и плавными согласными в латыни невозможен (например, в слове integrum правильный слогораздел in-te-grum, неправильный in-teg-rum). 
Специфическая фонетика плавных согласных использовалась в греческой поэзии для эффекта скольжения (соскальзывания) в двузвучных группах согласных, где плавный был вторым членом группы. В традиционной григорианской монодии фонетический эффект «перетекания» от плавного согласного к любому другому отмечается как одна из наиболее типичных ликвесценций.
В русском языке к плавным согласным относят [r], [rʲ], [l] и [lʲ], в то время как m и n относят к группе носовых. 
Термин «плавный согласный» близок к термину аппроксимант, но они не вполне совпадают[уточнить].